# Кандідо Агілар
Кандідо Агіла́р Варгас (ісп. Cándido Aguilar Vargas; 23 лютого 1889, Веракрус — 20 березня 1960, Мехіко) — мексиканський політичний діяч, генерал, учасник Мексиканської революції 1910—1917 років.

## Біографія
Нородився 23 лютого 1889 року у селі Ранчо Пальма в штаті штаті Веракрусі (Мексика). В юності брав активну участь у боротьбі проти диктатури Порфіріо Діаса, 1910 року очолював повстання в штаті Веракрусі. Після контрреволюційного перевороту Вікторіано Уерти в лютому 1913 року приєднався до конституціоналістського руху, очолюваного Венустіано Каррансою. У 1914—1916 був губернатором Веракрусу.
В уряді Карранси обіймав посаду міністра закордонних справ. У 1916 році брав активну участь в організації опору інтервенції США в Мексику, направивши різку ноту протесту державному секретареві США у зв'язку з незаконними діями американських військ на території Мексики. З грудня 1916 по січень 1917 — віце-голова установчих зборів Мексики. З 1919 року перебував на дипломатичній роботі. 
Помер у Мехіко 20 березня 1960 року від раку простати.